# Mabel Mosquera
Mabel Mosquera Mena (* 1. Juli 1969 in Quibdó) ist eine ehemalige kolumbianische Gewichtheberin.

## Karriere
Mabel Mosquera gewann bei den Zentralamerika- und Karibikspielen 2002 in der Klasse bis 53 kg Gold in allen drei Disziplinen. Im Folgejahr siegte bei den Panamerikanischen Spielen in Santo Domingo. Bei den Olympischen Sommerspielen 2004 in Athen gewann Mosquera die Silbermedaille in der Klasse bis 53 kg.